# مسعود بن ربيعة
أبو عُمير مسعود بن ربيعة القاري. أو القاريّ.  نسبه الى قبيلة القارة من الهون بن خزيمة (المتوفي سنة 30 هـ) صحابي بدري، من السابقين إلى الإسلام. هاجر إلى يثرب، وشارك مع النبي محمد في غزواته كلها.

## نسبه
هو الصحابي الجليل :
- مسعود بن عامر بن ربيعة بن عمرو بن سعد بن عبد العزى بن محلم بن غالب بن عائذة بن ييثغ بن مليح بن الهون بن خزيمة بن مدركة بن الياس بن مضر بن نزار بن معد بن عدنان.[3]

## سيرته
كان مسعود بن ربيعة بن عمرو بن سعد بن عبد العزى القاري حليف بني زُهرة بن كلاب من السابقين إلى الإسلام حيث أسلم قبل دخول النبي محمد دار الأرقم، وقيل اسمه مسعود بن الربيع. وقد هاجر مسعود إلى يثرب، وآخى النبي محمد بينه وبين عُبيد بن التيهان، وشهد مع النبي محمد غزواته كلها.

## وفاته
توفي مسعود بن ربيعة سنة 30 هـ، وعمره جاوز الستين.